# Campionati italiani maschili assoluti di atletica leggera 1945
I XXXV campionati italiani assoluti di atletica leggera si svolsero presso lo stadio Comunale di Bologna il 20 e 21 ottobre 1945.
Fu la prima edizione dopo la conclusione della seconda guerra mondiale e, per le difficoltà di comunicazione e trasporto, vi presero parte solo atleti provenienti dall'Italia settentrionale, tanto che questi campionati sono noti anche come campionati di atletica leggera dell'Alta Italia. A differenza del campionato femminile, in questo caso la Federazione Italiana di Atletica Leggera riconobbe da subito la validità di questi campionati, anche se non vi fu la partecipazione degli atleti dell'Italia centro-meridionale.
Al termine delle due giornate di gare a Bologna la classifica per società vide trionfare la Società Ginnastica Forza e Costanza di Brescia con 46 punti, seguita dalla Società Sportiva Giovinezza Trieste con 44 punti e dalla Società di Educazione Fisica Virtus di Bologna con 29 punti.
Anche le gare del decathlon (6-7 ottobre a Torino), della marcia 25 km (7 ottobre a Villasanta, all'epoca in provincia di Milano) e della marcia 50 km (11 novembre a Lomazzo, in provincia di Como) si disputarono nell'Alta Italia con i risultati riconosciuti dalla FIDAL come campionati italiani assoluti, sebbene con la partecipazione di soli atleti dell'Italia settentrionale.
Il campionato di maratona si svolse invece a Roma il 28 ottobre e fu un campionato italiano assoluto a tutti gli effetti. Per la maratonina si corsero invece due campionati distinti, uno il 7 ottobre su un percorso di 25 km da Milano a Vimercate per l'Alta Italia e l'altro durante il Giro di Roma di 20 km del 27 maggio per l'Italia centro-meridionale: in questo caso la FIDAL riconosce entrambi i vincitori come campioni italiani e li riporta nei propri annuari, specificando però che il vincitore di Roma risulta campione dell'Italia meridionale.

## Risultati

### Le gare del 20-21 ottobre a Bologna
| Specialità             | Oro                                                                                          | Prestazione | Argento                                                                   | Prestazione | Bronzo                                                | Prestazione |
| Corse                  |                                                                                              |             |                                                                           |             |                                                       |             |
| 100 m                  | Aldo Santon Gruppo Atletico Padovano                                                         | 11"0        | Franco Duse Gruppo Atletico Padovano                                      | 11"2        | Mario Nai Oleari Società Sportiva Vigevano            | 11"2        |
| 200 m                  | Aldo Santon Gruppo Atletico Padovano                                                         | 22"6        | Carlo Manara Dopolavoro Curiel Milano                                     | 22"9        | Antonio Siddi SEF Torres                              | 23"0        |
| 400 m                  | Luigi Paterlini Società Ginnastica Forza e Costanza                                          | 50"2        | Antonio Siddi SEF Torres                                                  | 50"3        | Baldassare Porto Giglio Bianco Catania                | 51"3        |
| 800 m                  | Giovanni Bard Dopolavoro FIAT Torino                                                         | 1'55"3      | Aldo Fracassi Associazione Sportiva Ambrosiana                            | 1'56"5      | Aroldo Spaggiari AS La Fratellanza 1874               | 1'59"4      |
| 1500 m                 | Giovanni Bard Dopolavoro FIAT Torino                                                         | 4'01"6      | Ercole Sessa ENAL Pirelli Milano                                          | 4'04"6      | Dino Zamboni Società Sportiva Esperia                 | 4'07"4      |
| 5000 m                 | Alfredo Lazzerini SG Ligure Cristoforo Colombo                                               | 15'30"4     | Tolmino Contenati libero                                                  | 15'34"0     | Cristofano Sestini Società Ginnastica Petrarca Arezzo | 15'43"0     |
| 10 000 m               | Alfredo Lazzerini SG Ligure Cristoforo Colombo                                               | 32'33"0     | Antonio Carta SEF Torres                                                  | 32'44"3     | Romano Burlo Società Sportiva Giovinezza Trieste      | 32'46"4     |
| 110 m hs               | Albano Albanese Società Sportiva Giovinezza Trieste                                          | 15"7        | Arnaldo Balestra Forti e Liberi Forlì                                     | 15"9        | Giorgio Marani Società Sportiva Esperia               | 16"1        |
| 400 m hs               | Luigi Paterlini Società Ginnastica Forza e Costanza                                          | 55"0        | Gilberto Palazzi Gruppo Sportivo Centauro Milano                          | 57"5        | Guerino Colautti Società Sportiva Giovinezza Trieste  | 13,08 m     |
| Marcia 10 000 m        | Giuseppe Kressevich Associazione Sportiva Edera                                              | 47'17"0     | Mario Di Salvo Gruppo Sportivo Capitolino                                 | 47'21"3     | Marelli Ginnastica Comense 1872                       | 49'07"0     |
| Staffetta 4×100 m      | Dopolavoro Curiel Milano Enrico Perucconi Aldo Turrini Gianni Caldana Carlo Manara           | 43"9        | Società Sportiva Esperia Wis Giulio Di Giuliomaria Melillo Giorgio Marani | 44"0        | SG Forza e Costanza Brescia                           | 44"6        |
| Staffetta 4×400 m      | SG Forza e Costanza Brescia Rolando Squassina Aldo Falconi Luigi Paterlini Luciano Paterlini | 3'20"2      | Dopolavoro Curiel Milano Emilio Scirea Urbani Benutto Rocca               | 3'32"2      | ASSI Giglio Rosso Capri Santini Fabiani Cervellini    | 3'34"4      |
| Salti                  |                                                                                              |             |                                                                           |             |                                                       |             |
| Salto in alto          | Alfredo Campagner Dopolavoro Lane Rossi Schio                                                | 1,85 m      | Francesco Colombini AS La Fratellanza 1874                                | 1,80 m      | Guido Cavaler Fondazione Bentegodi Verona             | 1,80 m      |
| Salto con l'asta       | Mario Romeo Unione Sportiva Milanese                                                         | 3,80 m      | Antonio Sarovich Società Sportiva Giovinezza Trieste                      | 3,60 m      | Franco Fano Gruppo Sportivo Capitolino                | 3,50 m      |
| Salto in lungo         | Aldo Vallon Società Sportiva Giovinezza Trieste                                              | 6,83 m      | Egidio Pribetti Sportiva Pola                                             | 6,73 m      | Gino Pederzani SEF Virtus Bologna                     | 6,65 m      |
| Salto triplo           | Guido Cavaler Fondazione Bentegodi Verona                                                    | 13,79 m     | Antonio Casarotti Gruppo Atletico Padovano                                | 13,42 m     | Giovanni Del Bono Stella Azzurra Parma                | 13,29 m     |
| Lanci                  |                                                                                              |             |                                                                           |             |                                                       |             |
| Getto del peso         | Angiolo Profeti Unione Sportiva Florentia                                                    | 13,57 m     | Enea Bertocchi Sportiva Pola                                              | 13,35 m     | Aroldo Spaggiari AS La Fratellanza 1874               | 13,08 m     |
| Lancio del disco       | Adolfo Consolini Unione Sportiva Milanese                                                    | 50,82 m     | Giuseppe Tosi Società Sportiva Esperia                                    | 46,80 m     | Aroldo Spaggiari AS La Fratellanza 1874               | 42,22 m     |
| Lancio del martello    | Teseo Taddia libero                                                                          | 49,17 m     | Ruggero Castagnetti Reggio Sportiva                                       | 47,67 m     | Giuseppe Soldi Cremona Sportiva                       | 45,73 m     |
| Lancio del giavellotto | Amos Matteucci Gruppo Sportivo Capitolino                                                    | 56,60 m     | Bruno Rossi SEF Virtus Bologna                                            | 56,15 m     | Raffaele Drei Società Ginnastica Forza e Costanza     | 51,25 m     |

### Il decathlon del 6-7 ottobre a Torino
| Specialità | Oro                                     | Prestazione | Argento                                           | Prestazione | Bronzo                                          | Prestazione |
| Decathlon  | Gervasio Bastino Dopolavoro FIAT Torino | 5650 p.     | Ferdinando Boschetto SG Ligure Cristoforo Colombo | 4905 p.     | Pietro Vallarino Società Atletica Gancia Torino | 4724 p.     |

### Le mezze maratone del 7 ottobre a Vimercate e del 27 maggio a Roma
| Specialità                               | Oro                                     | Prestazione | Argento                                     | Prestazione | Bronzo                                      | Prestazione |
| Mezza maratona Alta Italia (25 km)       | Romano Maffeis Vigili del fuoco Bergamo | 1h26'13"6   | Ettore Padovani Fondazione Bentegodi Verona | 1h37'30"2   | Tarcisio Pessi ENAL Pirelli Milano          | 1h40'21"6   |
| Mezza maratona Centro-sud Italia (20 km) | Osvaldo Marconi Pericle Pagliani Roma   | 1h06'06"    | Salvatore Costantino Vigili Napoli          | 1h06'13"    | Mario Scolastici Gruppo Sportivo Capitolino | 1h07'01"    |

### La marcia 25 km del 7 ottobre a Villasanta
| Specialità   | Oro                                             | Prestazione | Argento           | Prestazione | Bronzo    | Prestazione |
| Marcia 25 km | Giuseppe Kressevich Associazione Sportiva Edera | 2h07'50"    | Pasquale Valtorta | 2h08'10"    | Bartelini | 2h10'00"    |

### La maratona del 28 ottobre a Roma
| Specialità | Oro                                         | Prestazione | Argento                                 | Prestazione | Bronzo                                   | Prestazione |
| Maratona   | Ettore Padovani Fondazione Bentegodi Verona | 2h48'15"6   | Romano Maffeis Vigili del fuoco Bergamo | 2h48'37"0   | Francesco Roccati Dopolavoro FIAT Torino | 2h49'09"2   |

### La marcia 50 km dell'11 novembre a Lomazzo

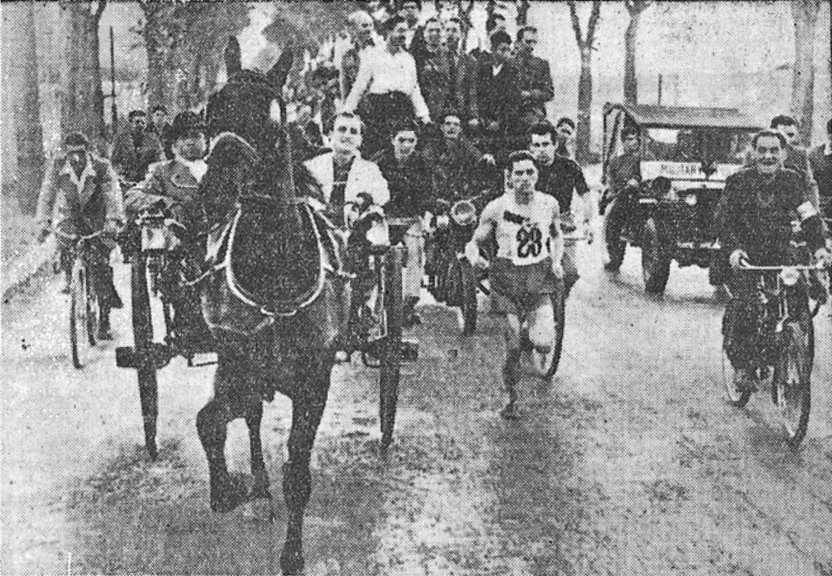
Ettore Padovani nell'ultimo tratto del campionato italiano di maratona il 28 ottobre 1945 a Roma.

| Specialità   | Oro                                             | Prestazione | Argento   | Prestazione | Bronzo                                | Prestazione |
| Marcia 50 km | Giuseppe Kressevich Associazione Sportiva Edera | 4h50'23"    | Bertolino | 4h52'58"    | Luciano Crola Ginnastica Comense 1872 | 4h57'14"    |